# Титовка, Сергей Алексеевич
Сергей Алексеевич Титовка (1919 — 10 июля 1941) — командир звена 154-го истребительного авиационного полка 39-й истребительной авиационной дивизии Северного фронта, лейтенант. Герой Советского Союза.

## Биография
Родился в 1919 году в городе Амвросиевка ныне Донецкой области Украины. В Красной Армии с 1937 года. Окончил военную школу пилотов. Участник Великой Отечественной войны с июня 1941 года.
Совершил 48 боевых вылетов, в 19 воздушных боях сбил 4 вражеских самолёта. 10 июля 1941 года в районе аэродрома города Городец Ленинградской области в воздушном бою, израсходовав боекомплект, протаранил вражеский истребитель и погиб.
Указом Президиума Верховного Совета СССР «О присвоении звания Героя Советского Союза начальствующему составу Красной Армии» от 22 июля 1941 года за «образцовое выполнение боевых заданий командования на фронте борьбы с германским фашизмом и проявленные при этом отвагу и геройство» удостоен посмертно звания Героя Советского Союза.